# Thomas Bradwardine

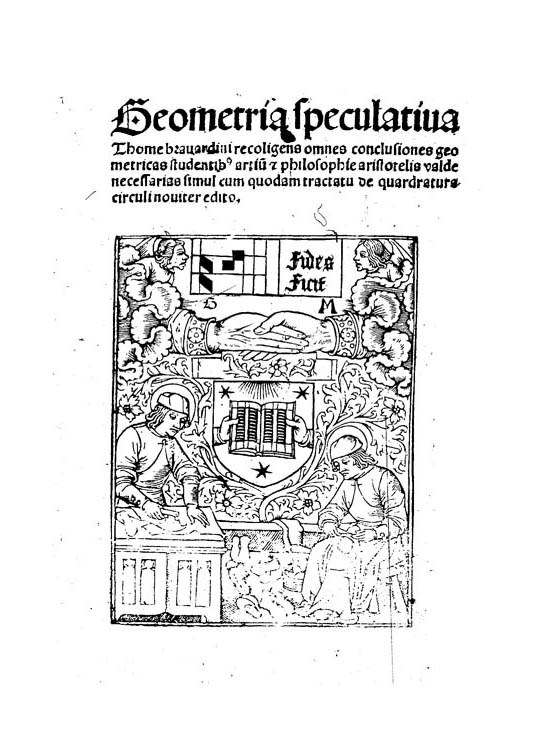
Geometria speculativa, 1495

Thomas Bradwardine (ook Bradwardinus of Bradwardina) (Chichester of Hartfield, Sussex, rond 1290 - Londen, 26 augustus 1349) was een Engels wiskundige, filosoof en theoloog.
Thomas Bradwardine studeerde aan Merton- en Balliol College van de Universiteit van Oxford. In de jaren 1325 en 1327 bekleedde hij de positie van procurator van de universiteit. In 1337 werd Thomas Bradwardine kanselier van de St Paul's Cathedral in Londen. Vanaf 1339 vergezelde hij Eduard III van Engeland als biechtvader op zijn campagnes in Frankrijk. Een paar weken voor zijn dood werd Bradwardine in 1349 tot aartsbisschop van Canterbury gekozen en in Avignon gewijd.